# 夫琅和费大街站
夫琅和費大街站（德語：U-Bahnhof Fraunhoferstraße）是一座慕尼黑地铁1、2和7号线位于路德维希近郊-伊萨尔近郊的一座车站。本站得名于同名街道，而来源于物理学家约瑟夫·冯·夫琅和费。